# محمد بن أحمد الحسني
الشريف محمد بن أحمد بن علي بن صائم الحسني الطالبي , أحد أعيان القرن السادس الهجري. ولد ونشأ بالحجاز من أشراف الحجاز الأحمديون بيت الحكم والأمارة فيه, كان جده داود بن أحمد المِسْوَر أميرأً بينبع, كان صاحب شرف وهيبة , مقدم في قومه , وفي سنة 598 هـ رحل إلى  واسط العراق واستقر فيها وانتشرت أعقابه في بلاد فارس والهند ؛ وأعقب الشريف محمد ثلاثة رجال هم : الحسن , وعبدالله , وإبراهيم .
قلت :ومن عقب ولده  إبراهيم : العلامة المحدث الشريف محمد ابراهيم الكتبي احد مدرسي المسجد الحرام رأس الأشراف الكتبية   

## المصاد
1. ↑  محمد بن أحمد الحسني  / موسوعة دار الحكمة
2. ↑  ابن شدقم : تحفة لب اللباب في ذكر نسب السادة الأنجاب , حاشية 99- 100
3. ↑  إيهاب الكتبي : المنتقى في أعقاب الحسن المجتبى , ص189
4. ↑  أنس الكتبي : الشريف محمد ُبراهيم الكتبي سيرة وتاريخ , ص24
5. ↑  أنس الكتبي :أعلام من أرض النبوة الطبعة الكاملة , ص 514- 515
6. ↑  باسم الكتبي : المنبر في أعقاب أحمدالمِسْوَر ( بحث منشور على الشبكة العالمية ), ص 14 .
7. ↑  عبدالباسط جحاف : الأطلس الوافي للأنساب والوسوم الحسنية والحسينية , 2/ 1126
8. ↑  مهدي الرجائي : المعقبون من آل أبي طالب , 195/1
9. ↑  فتحي سلطان: موسوعة أنساب آل البيت النبوي , 2/ 431